# Pałac w Warkowiczach

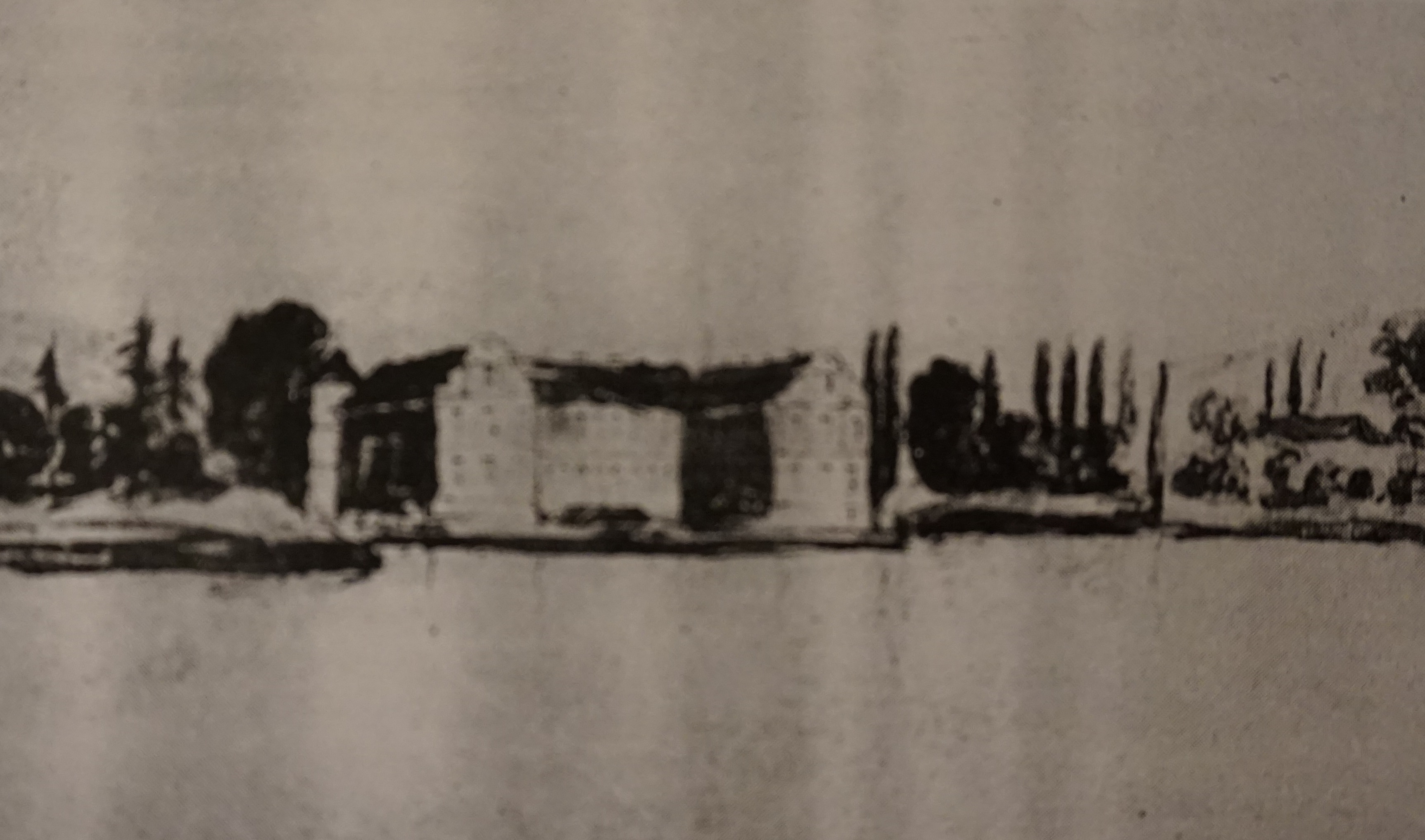
Pałac w Warkowiczach od strony jeziora

Pałac w Radziechowie – pałac wybudowany w miejscowości Warkowicze.
Pałac wybudowany na planie podkowy przez Ledóchowskich na początku XVIII w. W centralnej części frontu znajdował się most zwodzony prowadzący do bramy wjazdowej; na narożnikach po obu stronach stały cylindryczne baszty. Skrzydła pałacu, krytego niewysokim dachem mansardowym, wysunięte były do tyłu w stronę stawu. Wewnątrz znajdowały się długie korytarze oraz ogromna sala jadalna. Obiekt przestał istnieć po I wojnie światowej.